# Ридли Скот
Сер Ридли Скот (енгл. Ridley Scott; Саут Шилдс, 30. новембар 1937) јесте британски филмски режисер и продуцент. Познат је по режији научнофантастичних, криминалистичких и историјских филмова. Његови филмови су препознатљиви по запањујућим визуелним ефектима. Током своје каријере добијао је многа признања међу којима се истичу награде Британске академије филмске и телевизијске уметности (Бафта) за изузетан допринос кинематографији и за животно дело, потом две награде Еми за програм у ударном термину и један Златни глобус. Краљица Елизабета II именовала га је за витеза 2003. године.

## Биографија
Студирао је на Краљевском колеџу уметности у Лондону. Каријеру је почео на телевизији. Први филм који је самостално режирао био је Двобој до истребљења из 1977. године. Славу је стекао својим другим филмом — Осмим путником, из 1979. године. Три године касније режирао је Истребљивача, остварење које он сам назива својим најкомплетнијим и најличнијим филмом. Скотови филмови се истичу по верном приказивању најразличитијих места и епоха, од древног Рима у Гладијатору (2000), средњовековног Јерусалима у Небеском краљевству (2005) и Енглеске у Робину Худу (2010), античког Мемфиса у Егзодусу (2014), ратом разореног Могадиша у Паду црног јастреба (2001) до футуристичких окружења у остварењима Истребљивач, Осми путник, Прометеј (2012), Марсовац: Спасилачка мисија (2015) и Осми путник: Ковенант (2017). У филмовима као што су Осми путник, Телма и Луиз (1991), Редов Џејн (1997), Марсовац: Спасилачка мисија и Наполеон (2023) истичу се женски ликови.
Скот је трипут био номинован за награду Оскар за најбољег режисера; номиновани филмови које је режирао били су Телма и Луиз, Гладијатор и Пад црног јастреба. Гладијатор је освојио Оскара за најбољи филм а Марсовац: Спасилачка мисија такође је био међу номинованима у тој категорији. Заједно с братом Тонијем понео је признање Бафте за изузетан допринос кинематографији 1995. године.
Скот је такође познат по свом раду на телевизији. Десет пута је био номинован за награду Еми за ударне термине. Двапут је понео то признање: за најбољи телевизијски филм (Наступајућа олуја из 2002) и за најбољи документарац (Гетисбург из 2011). Други његови наслови који су били номиновани за неку од награда Еми су РКО 281 (1999), Андромедин траг (2008) и Стубови земље (2010).